# El Mehdi Karnas
El Mehdi Karnas (arabisch المهدي قرناس, DMG al-Mahdī Qarnās; geb. 12. März 1990 in El Jadida) ist ein marokkanischer Fußballspieler.

## Karriere

### Klub
Er wechselte zur Saison 2014/15 von Difaâ d’El Jadida nach Norwegen zum Aalesunds FK. Bereits nach einem halben Jahr holte sich ihn dann aber FAR Rabat, wo er über den Verlauf des Jahres 2015 nun spielte. Von dort schloss er sich Anfang 2016 Wydad Casablanca an. Nach der Spielzeit 2017/18 folgte dann ein Wechsel wieder zu Difaâ d’El Jadida und seit der Spielzeit 2021/22 ist er bei FUS Rabat.

### Nationalmannschaft
Seinen ersten bekannten Einsatz für die marokkanische Nationalmannschaft hatte er am 30. März 2011 bei einem 1:1-Freundschaftsspiel gegen Botswana, wo er in der Startelf stand und über den kompletten Spielverlauf auf dem Platz verblieb. Nach einem weiteren Freundschaftsspieleinsatz im Jahr 2014, bekam er noch bei der Afrikanischen Nationenmeisterschaft 2021 drei Einsätze, am Ende gewann er mit seinem Team auch das Turnier.